# Plankton: la película
Plankton: The Movie (En Hispanoamérica y España: Plankton: La película) es una película animada estadounidense de 2025 basada en la serie de televisión Bob Esponja, creada por Stephen Hillenburg. Está dirigida por Dave Needham y escrita por Kaz, Chris Viscardi y Mr. Lawrence, basada en una historia de Lawrence. Está protagonizada por Lawrence, la voz de Plankton, junto al resto del elenco principal de la serie. La historia sigue a Plankton, cuyo mundo cambia por completo cuando su plan para dominar el mundo se frustra. Es la segunda película derivada de Bob Esponja centrada en un personaje que no es el protagonista de la serie, después de Saving Bikini Bottom: The Sandy Cheeks Movie (2024).

## Sinopsis
El plan de dominación del mundo de Plankton cambia por completo cuando la supercomputadora y esposa de Plankton, Karen, decide tomar el control por su cuenta. Ahora deberá aliarse con Bob Esponja para detenerla y arreglar la relación entre ellos

## Reparto de voces
- Mr. Lawrence como Plankton[2]
- Jill Talley como Karen la Computadora[2]
- Tom Kenny como Bob Esponja Pantalones Cuadrados[2]
- Bill Fagerbakke como Patricio Estrella[2]
- Carolyn Lawrence como Arenita Mejillas[2]
- Clancy Brown como Mr. Krabs[2]
- Rodger Bumpass como Calamardo Tentáculos[2]

## Producción

### Antecedentes y desarrollo
En marzo de 2020, se informó que ViacomCBS produciría dos películas derivadas basadas en la serie Bob Esponja para Netflix. En febrero de 2022, durante una llamada de inversores, el CEO de Nickelodeon, Brian Robbins, dijo que tres películas derivadas de personajes de Bob Esponja estaban en proceso y que se estrenarían exclusivamente en Paramount+, para estrenar en 2023. Sin embargo, en abril de 2023, se informó que el primero, Saving Bikini Bottom: The Sandy Cheeks Movie, se estrenaría en Netflix en 2024.
En junio de 2024, se anunció que una segunda película derivada de SpongeBob para Netflix, titulada Plankton: The Movie, estaba en producción y contaría con Plankton como personaje principal. El elenco principal de la serie de Mr. Lawrence, la voz de Plankton, Jill Talley, Tom Kenny, Bill Fagerbakke, Carolyn Lawrence, Clancy Brown y Rodger Bumpass fueron confirmados para repetir sus papeles.David Needham fue anunciado como director de la película, con Mr. Lawrence coescribiendo la película, junto a Kaz y Chris Viscardi.

### Banda sonora
Bridgman-Cooper fue anunciado como el compositor, con Karyn Rachtman y Otis Ratchman como supervisores musicales.Además, la película contará con canciones originales escritas por Bret McKenzie, Linda Perry, Mark Mothersbaugh y Bob Mothersbaugh.

## Lanzamiento y filtración
Similar a Saving Bikini Bottom: The Sandy Cheeks Movie, toda la película se filtró en internet en agosto de 2024 antes de su estreno.Plankton: The Movie fue estrenada en Netflix el 7 de marzo del 2025.

## Premios y nominaciones
| Año  | Premio              | Categoría                 | Resultado | Referencias |
| ---- | ------------------- | ------------------------- | --------- | ----------- |
| 2025 | Kids' Choise Awards | Película animada favorita | Nominada  | [ 8 ]       |